# Hotel Cinco Estrelas
Hotel Cinco Estrelas é uma série portuguesa transmitida pela RTP1. Estreou a 19 de Janeiro de 2013 e terminou no dia 8 de Junho de 2013.

## Sinopse
‘Hotel 5 Estrelas’ conta a história de Júlio Pinhão (José Pedro Gomes), um ex-ator (que fez apenas pequenos papéis em novelas e filmes e foi o fundador do grupo de teatro amador “Bando da Galhofa”), que depois da morte do seu pai se vê obrigado a ficar a tomar conta do hotel da família. E, pior do que não ter apetência nenhuma para o cargo, foi ter prometido ao seu pai, antes da morte deste, que quando ele morresse se encarregaria de manter as cinco estrelas do hotel. 
Júlio passa, assim, a ter em mãos o grande desafio da sua vida, pois, para além de faltar a vocação para o ofício de gestor hoteleiro, nada em seu redor o parece ajudar. Isto porque…
A sua mulher, Cristina Ameixa, abandonou-o quando o hotel passou de cinco para quatro estrelas indo viver com o seu maior rival, Lázaro Matos, dono do Resort Spa & Resort.
A sua mãe, Carolina Pinhão (Cecília Guimarães), vive como se fosse esposa do dono de um hotel de cinco estrelas e está sempre a culpar Júlio por todos os fracassos do hotel. 
O filho, Sérgio Pinhão (Tiago Barroso), faz despesa como se tivesse muito dinheiro e sempre que quer engatar alguma rapariga faz-se valer da sua condição de filho do dono dum grande hotel e oferece vouchers de estadia com pensão completa no hotel.
A juntar a tudo isto, Júlio tem consigo no hotel um cozinheiro, o chef Malhão (Vítor Espadinha) com os miolos “fritos” há muitos anos, um faz-tudo, o Orlando (Bruno Simões) que não gosta de fazer nada e uma camareira, a Joana (Dânia Neto) que sonha vir a ser alguém na indústria hoteleira.
Para fazer face a tudo isto, e como último recurso para evitar a perda das poucas estrelas que já restam, Júlio decide vender a casa e ir viver com toda a família para o hotel, investindo o dinheiro na contratação de uma gestora hoteleira de renome: Teresa Capello (Susana Mendes), uma mulher que tem tanto de atraente como de burra, e cujas ideias passam por coisas tão absurdas como uma festa temática dedicada à rubéola, apostar em promoções em mercados emergentes como o aborígene ou o tuaregue e atrair novos clientes na comunidade sem-abrigo. 

## Elenco
- José Pedro Gomes - Júlio Pinhão
- Cecília Guimarães - Carolina Pinhão
- Tiago Barroso[1] - Sérgio Pinhão
- Vítor Espadinha - Luís Malhão
- Bruno Simões (†) - Orlando
- Dânia Neto -  Joana
- Susana Mendes - Teresa Capello

## Atores convidados
- Alda Gomes
- Aldo Lima - cozinheiro
- Ana Bustorff - Cristina
- Carlos Areia - Tony Correia
- Carlos M. Cunha - Arnaldo
- Heitor Lourenço
- Marina Albuquerque - Esmeralda
- João Didelet
- João Lobo - hóspede
- João Maria Pinto
- Joaquim Nicolau - Lázaro
- Jorge Henriques - Flávio Filipe
- Jorge Mourato - Vítor
- Óscar Branco
- Ulisses Ceia - hóspede

## Episódios
1. Estrelas que parecem cadentes
2. A Caixa de Providências
3. O Que Faz Falta é Motivar a Malta
4. Casino Hotel
5. Hotel Gay Quê?!
6. Hotel do Cidadão
7. Ele Há Coisas do Demónio
8. Mais Estrela, Menos Estrela
9. Uma Estrela Inesperada
10. Com Amigos Destes...
11. Ai, Quem Será? Ai, Quem Será?
12. Isto Só Vídeo
13. O Que Faz Falta é Animar a Malta
14. A Vida é Bela, Ou Talvez Não
15. O Rapto
16. Desaparecido em Alcântara
17. Resgate Hoteleiro
18. Vende-se Hotel, Trata o Próprio
19. Elementar, Caro Júlio
20. Casamento de 5 Estrelas

## Ligações externa
- http://www.imdb.com/title/tt2345204/